# Widzibór (stacja kolejowa)
Widzibór (biał. Відзібор, ros. Видибор) – stacja kolejowa w miejscowości Widzibór, w rejonie stolińskim, w obwodzie brzeskim, na Białorusi. Leży na linii Równe – Baranowicze – Wilno.
Stacja istniała przed II wojną światową. Wówczas była również stacją końcową linii wąskotorowej do Truszowa.